# Knocknarea
Knocknarea är ett berg i republiken Irland.   Det ligger i grevskapet Sligo och provinsen Connacht, i den norra delen av landet, 180 km nordväst om huvudstaden Dublin. Toppen på Knocknarea är 330 meter över havet, eller 325 meter över den omgivande terrängen. Bredden vid basen är 4,9 km.
Terrängen runt Knocknarea är platt åt nordost, men åt sydväst är den kuperad. Havet är nära Knocknarea åt nordväst.Runt Knocknarea är det ganska tätbefolkat, med 80 invånare per kvadratkilometer. Närmaste större samhälle är Sligo, 7,0 km öster om Knocknarea. Trakten runt Knocknarea består i huvudsak av gräsmarker.